# 春日曼荼羅

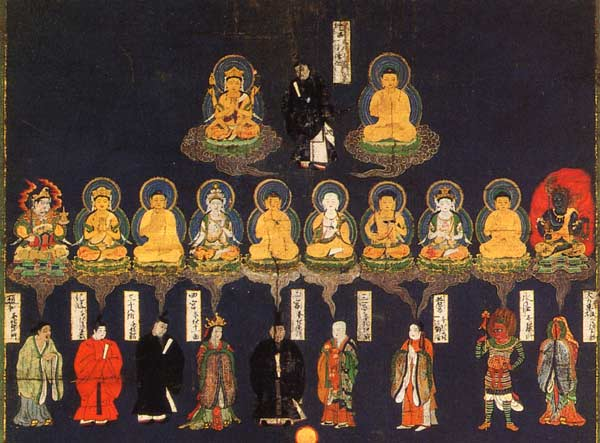
本地曼荼羅

春日曼荼羅（かすがまんだら）とは、平安時代末期から江戸時代にかけて作成された春日大社およびそれに関連する事象を描いた神道曼荼羅図のこと。
藤原氏による氏神・春日大社に対する崇敬と神仏習合の影響を受けて、特に中世（鎌倉時代・室町時代）に盛んに制作された。主なものとして、春日大社の神鹿を描いた「鹿曼荼羅」、春日大社の本地仏を描いた「本地曼荼羅」、春日山を背景として春日大社及び若宮とその本地仏である五尊を描いた「宮曼荼羅」、氏寺・興福寺を合わせて描いた「社寺曼荼羅」、鹿島神宮の明神（タケミカヅチ）が春日大社に影向（ようごう）した模様を描いた「鹿島立神影図」など様々な種類があり、春日大社への崇敬が奈良を中心として藤原氏以外にも広まるにつれて「垂迹神曼荼羅」「本迹曼荼羅」「地蔵曼荼羅」「浄土曼荼羅」など新たな派生が生まれた。